# حاجی حسین‌لی
حاجی حسین‌لی (به لاتین: Hacıhüseynli، از ۱۸۹۲ تا ۱۹۹۲ میلادی یلنوفکا Yelenovka) یک منطقه مسکونی در جمهوری آذربایجان است که در شهرستان قوبا واقع شده است. این روستا ۱۷۳۱ نفر جمعیت دارد.

## تاریخچه
تا سال ۱۸۹۱ میلادی در این ناحیه اقوام تات و لزگی به همراه عده‌ای از آذری‌ها در این ناحیه می‌زیستند. این جمعیت در دوران امپراتوری روسیه از این ناحیه کوچانده شده و روس‌های ارتدکس ساکن در مناطق مرکزی روسیه دچار قحطی شده بودند در آن ساکن شدند. در همین زمان نام روستا به یلنوفکا تغییر یافت. یلنوفکا برگرفته از نام یلنا روگ (Yelena Rogge) همسر فرماندار باکو ولادیمیر روگ (Vladimir Rogge) بود. بعدها در این ناحیه یک کلیسای ارتدکس نیز ساخته شد. هم‌اکنون لزگی‌ها در این ناحیه زندگی می‌کنند.